# 윤황
윤황(尹煌, 1572년 ~ 1639년)은 조선의 문신이다. 자는 덕요(德耀), 호는 팔송(八松), 본관은 파평이다. 성혼의 제자이며 사위이다.

## 생애
1597년(선조 30) 알성 문과에 을과로 급제해 승문원권지정자(承文院權知正字)에 임명되었다. 1599년 주서로 입시한 뒤 군자감첨정·성균관전적을 거쳐, 1601년에 감찰이 되었으며 곧 정언으로 옮겼다.
이 때 홍문관은 중요한 부서이므로 은상(恩賞)으로 사사로이 임명할 수 없다는 것과, 척신의 직을 파할 것을 주장했으며, 이 후 병조·예조의 좌랑, 예조정랑을 거쳐 북청판관으로 나갔다.
1608년(광해군 즉위년) 북청판관으로 혼인한 자제를 거느리고 관아에 머물고 있다는 사헌부의 탄핵을 받았으며, 광해군의 정치가 문란해지자 시골에 은거하였다.
1626년(인조 4) 사간·보덕 등을 역임했으며, 이듬해 정묘호란이 일어나자 주화(主和)를 반대해 이귀(李貴)·최명길(崔鳴吉) 등 주화론자의 유배를 청하고, 항장(降將)은 참할 것을 주장하였다. 그런데 주화는 항복이라고 했다가 왕의 노여움을 사 삭탈관직되어 유배의 명을 받았으나 삼사의 구원으로 화를 면하였다.
이듬해 다시 사간이 되었고 길주목사·안변부사·사성·승지·대사성 등을 거쳐 1635년 대사간에 이르렀다. 이 때 전란으로 어려워진 백성의 구급책에 대해 의견을 제시했으며, 이 후 이조참의를 지냈다.
1636년 병자호란이 일어나자 정묘호란 때와 같이 척화를 주장하다가 삼전도 항복 이후 척화론자들이 나라를 그르친 죄를 저질렀다는 명목으로 죄를 입을 때 영동군에 유배되었다. 이후 10월 사면되고(1637년), 금산에서 기거하다 이듬해(1638년) 병든 몸을 이끌고 이산으로 돌아왔다. 그러나 여전히 평소에 살았던 집에 거처하지 않고 선영 아래 집으로 가서 거처하며 여러 아들에게 말하기를, “도성을 떠난 일은 사직(社稷)을 보존하기 위해서라고 핑계를 댈 수 있지만 오랑캐를 지원한 병력이 서쪽으로 떠난 뒤로는 사대부(士大夫)의 의리로는 세상에 나갈 수 없다.” 하였다.
그 이듬해 5월에 갑자기 부모와 조상에 대한 감회가 일어 아들로 하여금 붓을 들고 유계(遺戒)를 쓰도록 하였는데, 그 유계에 이르기를, “너의 아비가 당시의 정사를 함부로 논하다가 군부(君父)에게 죄를 지었다. 내가 죽은 뒤에 관을 짜는 판자는 얇은 것으로 사용하되 곽(槨)은 만들지 말고 새 묘자리를 잡지 말도록 하라. 그리고 석물(石物)을 세우지 말고 작은 표석(表石)만 세우도록 하라.” 하였다. 그 뒤 한 달이 지나자 병환이 위독해졌다. 어느 날 갑자기 세수 물을 가져오라고 하여 깨끗이 씻고 나서 여러 아들을 불러놓고 말하기를, “나를 정침(正寢)으로 옮기도록 하라.” 하고 또 말하기를, “자리를 반듯하게 정리한 다음 나를 편안히 눕히도록 하라.” 하고 말을 전하고 세상을 떠났다.(1639년)
사람됨이 강의(剛毅)하고 기절(氣節)이 있다는 평을 들었다. 죽은 후 영의정에 추증되었고 시호는 문정(文正)이다. 노성의 노강서원(魯岡書院), 영광의 용암사(龍巖祠) 영동의 초강서원(草江書院), 전주의 반곡서원에 제향되었다.

## 저서
- 『팔송봉사(八松封事)』

## 가족 관계
- 고조부 : 윤탁(尹倬) - 호 평와, 대사성, 개성유수
- 증조부 : 윤선지(尹先智) - 충청병사
  - 조부 : 윤돈(尹暾)
  - 조모 : 문화류씨 (첨정 류연(柳淵)의 녀)
    - 아버지 : 윤창세(尹昌世)
    - 어머니 : 청주 경씨(淸州慶氏), 경혼(慶渾)의 딸
      - 형 : 윤수(尹燧) - 죽주부사
      - 동생 : 윤전(尹烇) - 세자시강원 필선, 시호 충헌(忠憲)
        - 조카 : 윤원거(尹元擧)

      - 동생 : 윤흡(尹熻)
      - 동생 : 윤희(尹熺)
      - 부인 : 창녕성씨 (우계 성혼의 녀)
        - 아들 : 윤훈거(尹勛擧)
          - 손자 : 윤변(尹抃)

        - 아들 : 윤순거(尹舜擧 : 윤수에게 출계)
        - 아들 : 윤상거(尹商擧)
        - 아들 : 윤문거(尹文擧)
          - 손자 : 윤박(尹搏)

        - 아들 : 윤선거(尹宣擧)
          - 손자 : 윤증(尹拯)
          - 손자 : 윤추(尹推)

        - 아들 : 윤민거(尹民擧)
        - 아들 : 윤경거(尹耕擧)
        - 아들 : 윤시거(尹時擧)

## 같이 보기
- 성혼
- 이이
- 김장생
- 김집
- 안방준